# Laimbach (Weißach)
Der Laimbach ist ein Fließgewässer im oberbayerischen Landkreis Miesbach, das südwestlich und oberhalb von Kreuth von links in den Tegernsee-Zufluss Weißach mündet.

## Verlauf
Der Klammbach entsteht an den Südhängen der Sonnbergschneid. Nach kurzem, weitgehend südwärtigem Verlauf, mündet der Laimbach von links in die Weißach.